# أنيتا هاغين
أنيتا هاغين (بالإنجليزية: Anita Hagen)‏‏ (6 مايو 1931 في سيدني ‏ - 5 يونيو 2015 في فانكوفر) سياسية من كندا.